# هيرفي لاميزانا
هيرفي لاميزانا (بالفرنسية: Hervé Lamizana)‏ مواليد 22 يناير 1981 في أبيدجان، هو لاعب كرة سلة فرنسي. بدأ مسيرته الاحترافية في سنة 2004. يلعب في دوري السوبر التايواني لكرة السلة كلاعب وسط. يبلغ طوله 6 قدم 10 بوصة (2.1 م).

## روابط خارجية
- هيرفي لاميزانا على موقع الاتحاد الدولي لكرة السلة (الإنجليزية)
- هيرفي لاميزانا على موقع كرة السلة الأوروبية.كوم (الإنجليزية)
- هيرفي لاميزانا على موقع كلية كرة السلة في سبورتس رفرنس.كوم (الإنجليزية)
- هيرفي لاميزانا على موقع ريلجم (الإنجليزية)
- هيرفي لاميزانا على موقع بروبوليرز (الإنجليزية)
- هيرفي لاميزانا على موقع سبورتس رفرنس (الإنجليزية)